# Zyzzyx Rd.
Pour plus de détails, voir Fiche technique et Distribution.
Zyzzyx Rd. ou Zyzzyx Road est un film américain écrit et réalisé par John Penney (en) sorti en salles en 2006. Mettant en vedette Katherine Heigl et Tom Sizemore, le film est connu pour avoir engrangé 30 $ de recettes sur le territoire américain, pour un budget de 2 millions de dollars, étant ainsi le film ayant réalisé le plus gros échec commercial de l'histoire du cinéma aux États-Unis.

## Synopsis
Un homme tue accidentellement l'ex-petit ami de sa maîtresse. Le couple met alors le cadavre dans le coffre de la voiture et décide d'aller enterrer le corps dans le désert. Mais les deux amants vont prendre le chemin d'une route réputée maudite : Zyzzyx Road...

## Fiche technique
- Titre : Zyzzyx Rd.
- Réalisation : John Penney (en)
- Musique : Ryan Beveridge
- Société de production : GoDigital Media Group (en)
- Pays d'origine :  États-Unis
- Budget : 1,2 M$[2]
- Durée : 86 minutes
- Date de sortie : 25 février 2006

## Distribution
- Leo Grillo : Grant
- Katherine Heigl : Marissa
- Tom Sizemore : Joey
- Rickey Wedlock : Meth Maker
- Yorlin Madera : Truck Driver Bob
- Di Koob : Roulette Dealer
- Meguire Grillo : Natalie
- Michael Lugenbuehl : The Shadow

## Production
Le tournage du film s'est déroulé à l'été 2005 durant dix-huit jours, plus deux jours pour des scènes supplémentaires, dans le désert de Mojave et autour de mines locales.
Tom Sizemore et son ami de longue date, Peter Walton, qui travailla comme assistant de l'acteur, ont été arrêtés lors de la production du film pour défaut de tests de drogue pendant leur probation. La police a découvert que Walton avait un mandat d'arrêt pour distribution de pornographie infantile et a ensuite été emprisonné. Sizemore, quant à lui, ne fut pas incarcéré, ce qui lui a permis de filmer ses scènes.

## Réception
Zyzzyx Rd. a acquis une réputation peu flatteuse depuis sa sortie en salles : celui d'être le film le moins rentable du cinéma. En effet, le film, distribué dans une salle, a rapporté 30 dollars de recettes pour un budget de deux millions de dollars et est resté à l'affiche durant six jours. Le site Internet Movie Database lui attribue une note moyenne de 4.5⁄10, basé sur 745 votes, dont 8 commentaires. Cet échec est étonnant et les raisons de ce bide sont encore inconnues[non neutre].